# Liste der Kardinalpriester von Sant’Anastasia
Folgende Kardinäle waren Kardinalpriester von Sant’Anastasia al Palatino (lat. Titulus Sanctae Anastasiae):
- Anastasius (494–?)
- Anastasius (um 500 – ?)
- Eustrasius (721 – vor 731)
- Leo (745 – vor 761)
- Clemens (761–?)
- Gregorius (761–?)
- Giorgio (853–?)
- Stefano (928–929), dann Papst Stephan VII.
- Domnuns (963–?)
- Johannes (1044 – vor 1061)
- Gaudentius (1061–1064)
- Ponone (1063–1073)
- Conone, Can. Reg. St. Augustin (1073–1088)
- Anastasius (um 1084 – um 1099), Pseudocardinal des Gegenpapstes Clemens III.
- Johannes (1088 – um 1115)
- Teobaldo (1114/15–1116)
- Bosone (1116–1122)
- Teobaldo Boccapecora (1122–1126)
- Pierre (1126 – um 1134)
- Azzone degli Atti (1134–1139)
- Rabaldo (1139–1142)
- Aribert (1143–1156)
- Giovanni Pizzuti, Can. Reg. von Saint-Victor in Paris (1158 – um 1182)
- Andrea Boboni (1188–1189)
- Boso (1189 – um 1190)
- Romanus (1191–1194)
- Roger (1206–1213)
- Gregorio Theodoli (1216–1227)
- Giacomo Savelli, in commendam (1254–1285), später Papst Honorius IV.
- Pilfort de Rabastens (1320–1330), OSB
- Adhémar Robert (1342–1352)
- Pierre de Salvete Monteruc (1356–1385)
- Pietro Tomacelli (1385–1389), später Papst Bonifatius IX.
- Jean Franczon Allarmet de Brogny (1385–1405), Pseudokardinal von Gegenpapst Clemens VII.
- Enrico Minutoli (1389–1405)
- Vicente de Ribas (1408–1410), OSB
- Guillaume Ragenel de Montfort (1432)
- vakant (1432–1439)
- Giorgio Fieschi (1439–1449)
- Jordi d’Ornos (1440–1441), Pseudokardinal von Gegenpapst Felix V.
- Louis de La Palud OSB (1449–1451)
- vakant (1451–1456)
- Giacomo Tebaldi (1456–1465)
- Giovanni Battista Zeno (1470–1479)
- Paolo Fregoso (1480–1489)
- Antonio Pallavicini (1489)
- vakant (1489–1493)
- John Morton (1493–1500)
- Antonio Trivulzio seniore (Giovanni) (1500–1505)
- Robert Britto Guibé de Challand (1505–1513)
- vakant (1513–1517)
- Antoine Bohier Du Prat OSB (1517–1519)
- Lorenzo Campeggi (1519–1528)
- Antoine Duprat (1528–1535)
- Cristoforo Giacobazzi (1536–1537)
- Robert de Lenoncourt (1540–1547)
- Francesco Sfondrati (1547–1550)
- Giovanni Angelo de’ Medici (1550–1552), später Papst Pius IV.
- Giovanni Poggio (oder Poggi) (1552–1556)
- Giovanni Michele Saraceni Girifalco (1557–1565)
- Scipione Rebiba (1565–1566)
- Pietro Francesco Ferrero (Giovanni) (1566)
- Ludovico Simonetta (1566–1568)
- Philibert Babou de La Bourdaisière (1568–1570)
- Antoine Perrenot de Granvelle (1570)
- Stanislaus Hosius (1570)
- Girolamo da Correggio (1570–1572)
- Giovanni Francesco Gambara (1572–1578)
- Alfonso Gesualdo (1578–1579)
- Zaccaria Dolfin (1579–1583)
- Giovanni Francesco Commendone (1584)
- Pietro Donato Cesi (1584–1586)
- Ludovico Madruzzo (1586–1591)
- Giulio Canani (1591–1592)
- Simeone Tagliavia d’Aragona (1592–1597)
- Bonifacio Bevilacqua (1599–1601)
- Bernardo de Sandoval y Rojas (1601–1618)
- Felice Centini OFMconv (1621–1633)
- Ulderico Carpegna (1634–1659)
- Federico Sforza (1659–1661)
- vakant (1661–1665)
- Carlo Bonelli (1665–1676)
- Camillo Massimo (1676–1677)
- Girolamo Gastaldi (1677–1685)
- Federico Baldeschi Colonna (1685–1691)
- Giovanni Battista Costaguti (1691–1704)
- Giovanni Domenico Parracciani (1706–1721)
- Nuno da Cunha e Ataíde (1721–1750)
- Carlo Maria Sacripanti (1751–1756)
- Giacomo Oddi (1756–1758)
- Carlo Vittorio Amedeo delle Lanze (1758–1763)
- Lodovico Calini (1766–1771)
- vakant (1771–1785)
- Muzio Gallo (1785–1801)
- Ludovico Flangini Giovanelli (1802–1804)
- Ferdinando Maria Saluzzo (1804–1816)
- Francsco Antonio Javier de Gardoqui Arriquíbar (1816–1820)
- Johann Casimir Häffelin (1822–1827)
- Cesare Nembrini Pironi Gonzaga (1829–1837)
- Angelo Mai (1838–1854)
- Karl August von Reisach (1855–1861); in commendam (1861–1869)
- Luigi Oreglia di Santo Stefano (1874–1884)
- Carlo Laurenzi (1884–1893)
- Andrea Carlo Ferrari (1894–1921)
- Michael von Faulhaber (1921–1952)
- James Francis McIntyre (1953–1979)
- Godfried Danneels (1983–2019)
- Eugenio Dal Corso PSDP (2019–2024)
- vakant (seit 2024)